# Jeff Morrow
Jeff Morrow, all'anagrafe Leslie Irving Morrow (New York, 13 gennaio 1907 – Canoga Park, 26 dicembre 1993), è stato un attore statunitense.

## Biografia
Iniziò a recitare in teatro nel 1927, all'età di 20 anni, come Irving Morrow, in Pennsylvania. In seguito apparve in opere come Penal Law e Once in a Lifetime, così come nel repertorio shakespeariano con Sogno di una notte di mezza estate, La dodicesima notte, Romeo e Giulietta e Macbeth.
Dopo aver prestato servizio nell'esercito degli Stati Uniti durante la seconda guerra mondiale, Morrow trascorse la fine degli anni '40 sul palco e in radio, dove ebbe il ruolo principale nella serie radio di Dick Tracy. Apparve in molte produzioni di Broadway, in particolare Three Wishes for Jamie, Billy Budd, la produzione di Maurice Evans di Macbeth e la produzione di Katharine Cornell di Romeo e Giulietta.
Morrow iniziò la carriera cinematografica relativamente tardi, con La tunica, film di carattere biblico del 1953. Spesso soprannominato l'uomo di Cro-Magnon per la sua prominente fronte, Morrow trascorse gran parte degli anni '50 ad apparire in film con grandi budget come Contrabbando a Tangeri (1953) e Il ribelle d'Irlanda (1955), film western di serie B, come La storia del generale Houston (1956), e film di fantascienza, dove interpretava il leader e l'eroe dello schermo.
Morrow riuscì ad adattare la sua personalità di attore radiofonico per i suoi ruoli cinematografici, grazie anche alla sua capacità di alterare rapidamente sia il tono che il volume della voce, così da dare un effetto drammatico. Entrò nel genere fantascientifico e horror con Cittadino dello spazio (1955), seguito da Il terrore sul mondo (1956), Kronos, il conquistatore dell'universo (1957) e Il mostro dei cieli (1957).
La maggior parte dei suoi ultimi ruoli furono per la televisione, con sei presenze nella serie antologica Crossroads. Interpretò il reverendo M. Watkinson in In God We Trust e il reverendo Richard C. Smith nell'episodio finale della serie Half Mile Down (entrambi del 1957). Altre apparizioni furono in serie come The Rifleman, Bonanza, Carovane verso il West, Frida, The Deputy, Daniel Boone e Sulle strade della California. Per tre volte ebbe il ruolo di guest star per la serie Perry Mason, nei panni di Franz Lachman nell'episodio The Case of the Ancient Romeo (1962), nel ruolo di Alex Chase in The Case of the Dodging Domino (1962) e come Lawton Brent nell'episodio Il caso del felino festivo (1965).
Nel 1957 Morrow fu scelto per la parte di Jim Bradford nell'episodio Blood in the Dust, nel telefilm I racconti del West della CBS. Nella trama Bradford non si tira indietro quando un uomo armato gli ordina di lasciare la città. Sua moglie Lucy (Claudette Colbert), è particolarmente angosciata perché Jim non ha usato un'arma da quando era nella guerra di secessione americana.
Nel 1958-1959 interpretò il ruolo di Bart McClelland, il fittizio supervisore della costruzione della Union Pacific Railroad nella serie Union Pacific, basata in modo approssimativo su un film con lo stesso nome. Nel 1960 Morrow interpretò Tob, il fratello maggiore di Boaz nel dramma biblico La storia di Ruth. Durante i primi anni sessanta apparve in film come Harbour Lights (1963), la commedia italiana Il giovane normale (1969), Blood Legacy (1971). Ebbe anche un cameo nel film Octaman (1971), dove recitò per lo sceneggiatore e regista Harry Essex, veterano degli anni cinquanta.
Dopo l'annullamento del 1974 della sitcom The New Temperatures Rising e il completamento delle riprese del film a basso budget Fugitive Lovers, Morrow si ritirò dalla recitazione, anche se tornò per un'apparizione nel 1975 nella serie Sulle strade della California. Il suo ultimo ruolo televisivo fu nel 1986, con un'apparizione nella seconda stagione di Ai confini della realtà. Già nel 1960 era stato scelto come geologo e astronauta nel primo episodio della seconda stagione della serie originaria.
Morì il 26 dicembre 1993 a Canoga Park, in California.

## Filmografia

### Cinema
- La tunica (1953)
- Contrabbando a Tangeri (1953)

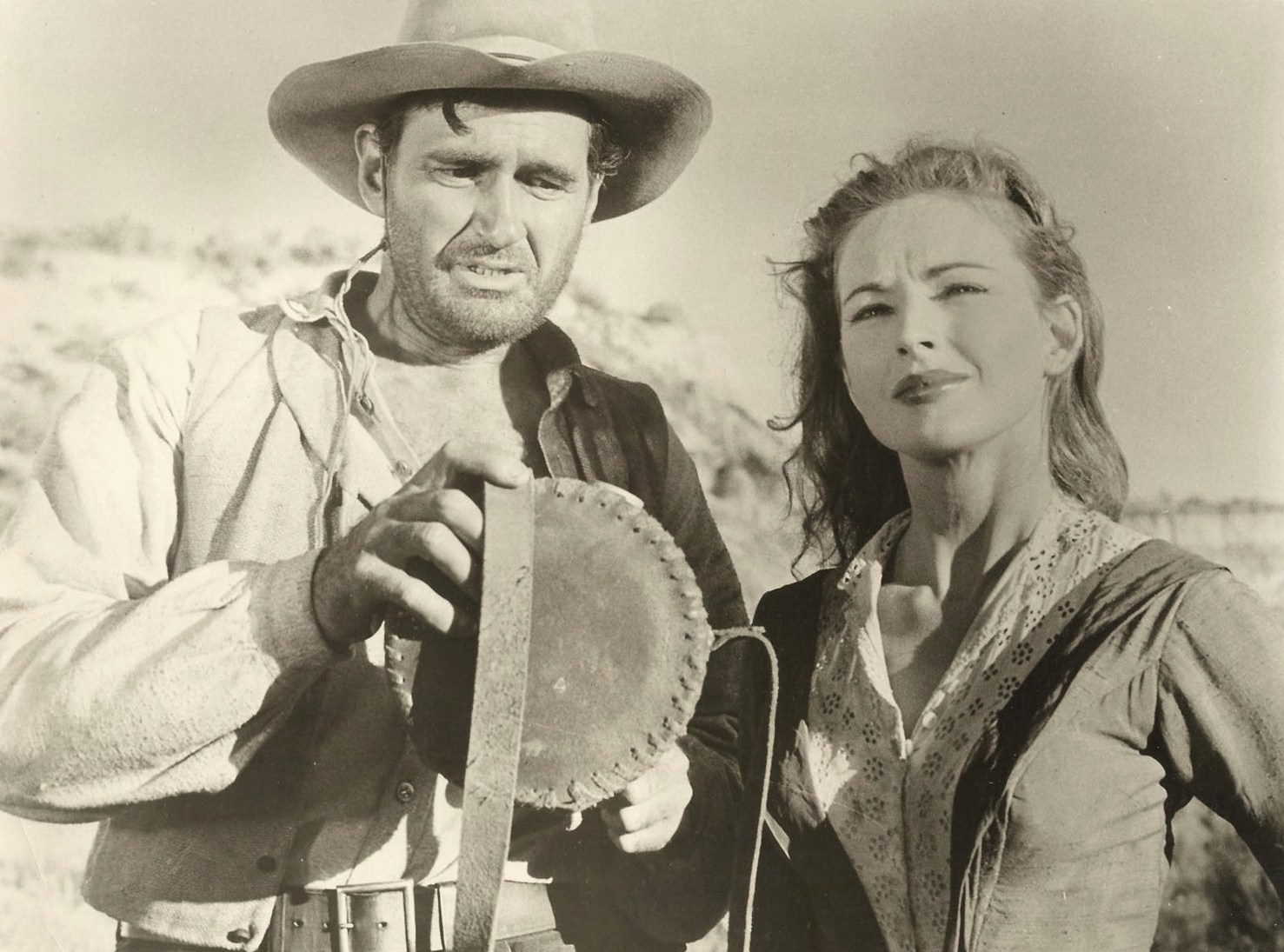
Jeff Morrow e Coleen Gray in Copper Sky (1957)

- Il terrore delle Montagne Rocciose (1954)
- Tanganika (1954)
- Il re dei barbari (1954)
- Il ribelle d'Irlanda (1955)
- Cittadino dello spazio (1955)
- I gangster del ring (1956)
- Il terrore sul mondo (1956)
- La storia del generale Houston (1956)
- Mezzogiorno di... fifa (1956)
- Kronos, il conquistatore dell'universo (1957)
- Hour of Decision (1957)
- Il mostro dei cieli (1957)
- Copper Sky (1957)
- La storia di Ruth (1960)
- Five Bold Women (1960)
- Harbor Lights (1963)
- Il giovane normale (1969)
- Will to Die (1971)
- Octaman (1971)
- Fugitive Lovers (1975)

### Televisione
- Lights Out – serie TV, episodio 2x36 (1950)
- TV Reader's Digest – serie TV, episodio 1x08 (1955)
- Frida (My Friend Flicka) – serie TV, episodio 1x07 (1955)
- Climax! – serie TV, episodio 2x39 (1956)
- General Electric Theater – serie TV, episodi 5x09-5x18 (1956-1957)
- Crossroads – serie TV, 5 episodi (1956-1957)
- The 20th Century-Fox Hour – serie TV, episodio 2x12 (1957)
- Ai confini della realtà (The Twilight Zone) – serie TV, episodio 1x20 (1960)
- The Chevy Mystery Show – serie TV, episodio 1x15 (1960)
- Il virginiano (The Virginian) – serie TV, episodio 1x19 (1963)
- Iron Horse – serie TV, episodio 1x09 (1966)
- Ai confini della realtà (The Twilight Zone) – serie TV, episodio 1x58 (1986)

## Doppiatori italiani
- Emilio Cigoli in Contrabbando a Tangeri, Il ribelle d'Irlanda, Il mostro dei cieli
- Bruno Persa in Il re dei barbari, Cittadino dello spazio, Mezzogiorno di... fifa
- Nando Gazzolo in La storia del generale Houston, La storia di Ruth
- Cesare Polacco in La tunica
- Carlo Romano in Tanganika
- Pino Locchi in Kronos, il conquistatore dell'universo
- Giuseppe Rinaldi in Il terrore sul mondo